# پیتر ورسلی
پیتر موریس ورسلی (انگلیسی: Peter Worsley؛ ۶ مه ۱۹۲۴ – ۱۵ مارس ۲۰۱۳) جامعه‌شناس و انسان‌شناس اجتماعی اهل بریتانیا بود.
او یکی از شخصیت‌های مهم در انسان‌شناسی و جامعه‌شناسی است و به خاطر معرفی اصطلاح جهان سوم به انگلیسی مشهور است.
او نه تنها مشارکت‌های نظری و قوم‌نگاری انجام داد بلکه به عنوان یکی از اعضای اصلی بنیانگذار چپ نو نیز در نظر گرفته شد.

## زندگی اولیه و تحصیل
ورسلی که در بیرکنهد زاده شده بود، خواندن انگلیسی را در «کالج امانوئل، کمبریج» آغاز کرد ولی تحصیلاتش با آغاز جنگ جهانی دوم قطع شد. او در ارتش بریتانیا به عنوان افسر در آفریقا و هند خدمت کرد. در این مدت او علاقه خود را به انسان‌شناسی توسعه داد.
پس از جنگ، او روی آموزش عمومی در تانگانیکا کار کرد و سپس برای تحصیل زیر نظر «ماکس گلاکمن» در دانشگاه منچستر رفت. دکترای خود را از دانشگاه ملی استرالیا در کانبرا دریافت کرد.

## شغل
ورسلی در دانشگاه هال در زمینه جامعه‌شناسی سخنرانی می‌کرد. در سال ۱۹۶۴ اولین استاد جامعه‌شناسی در دانشگاه منچستر شد.

## جایزه
برنده جایزه کُرل بکوئست (۱۹۵۵) «مؤسسه انسان‌شناسی سلطنتی» برای نظام خویشاوندی «تالنسی»: ارزیابی مجدد (منتشرشده در JRAI ۱۹۵۶، صص ۳۷–۷۵).